# Laciniodes
Laciniodes es un género de polillas perteneciente a la familia Geometridae. El género fue erigido por William Warren en 1894 y ratificado ese mismo año por Charles Swinhoe, con la descripción de su primera especie, Laciniodes plurilinearia en Darjeeling, India. Es un género ampliamente distribuido en Asia pero no es muy rico en especies.

## Especies
- L. conditaria Sanguijuela, 1897
- L. denigrata Warren, 1896
- L. electaria Leech, 1897
- L. plurilinearia Moore, 1867
- L. pseudoconditaria Sterneck, 1928
- L. stenorhabda Wehrli, 1931
- L. umbrosus Inoue, 1983
- L. unistirpis Butler, 1878